# Valea Bușa, Iampol
Valea Bușa (în ucraineană Петрашівка, transliterat: Petrașivka) este localitatea de reședință a comunei Valea Bușa din raionul Iampol, regiunea Vinița, Ucraina. 

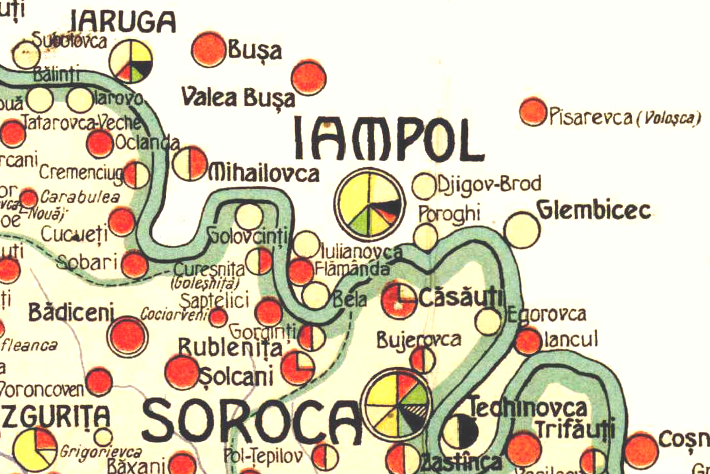
Valea Bușa la nord-est de Iampol, pe o secțiune din harta etnografică a Basarabiei din 1918 de Alexis Nour.

După harta etnografică a Basarabiei din 1918 în sat locuiau numai moldoveni, fiind probabil asimilat în prezent.

## Demografie
Componența lingvistică a localității Valea Bușa
     Ucraineană (98,29%)
     Rusă (1,71%)
Conform recensământului din 2001, majoritatea populației localității Valea Bușaera vorbitoare de ucraineană (98,29%), existând în minoritate și vorbitori de rusă (1,71%).